# Chutney soca
À Trinité-et-Tobago, au Guyana et au Suriname, le chutney soca est un genre musical incorporant des éléments de soca et de calypso et des paroles en anglais, en hindoustani et en hinglish, le chutney, avec des instruments occidentaux tels que la guitare, le piano, la batterie et des instruments indiens tels que le dholak, l'harmonium, le tabla et le dhantal.

## Histoire
Le chutney soca est un excellent exemple de l'enracinement des Indo-Trinidadiens à Trinité et de la création d'une forme d'art originale et syncrétique. Cette fusion est initiée par Lord Shorty dans les années 1960 et 1970, et son image de marque ultérieure a résulté de l'intervention des Indo-Trinidadiens dans la musique soca dans les années 1980, l'ajout du chutney soca à la vie musicale de l'île signifiant une consolidation de l'influence des Indes orientales sur la culture et la politique trinidadiennes, en particulier au cours des années 1990. C'est au cours des années 1980 et 1990 que les musiciens trinidadiens, se produisant dans le style populaire du calypso et de son dérivé, la soca, commencent à incorporer des thèmes indiens dans leurs paroles. La chanson Sundar Popo, de Black Stalin, en est un exemple significatif. Cette chanson, dont les paroles fantaisistes concernent un chanteur indien vétéran, vaut à Black Stalin le très convoité prix Calypso Monarch en février 1995. Bien qu'elle ne soit ni dans le style chutney ni en hindoustani, Sundar Popo est qualifiée de chutney soca en raison de son thème.
Adoptée par des artistes non indiens, qui ont abandonné l'indianisme formel, chanté uniquement en anglais et mis l'accent sur le rythme de la soca, le chutney soca devient une mode nationale. Depuis la fin des années 1990, le chutney soca donne naissance aux styles similaires du chutney rap, du chutney jhumar et du chutney lambada, une musique de danse dont les thèmes indo-caribéens sont mélangés à la musique de film de Bombay et à la musique populaire américaine,.